# Autostrada A34
Die Autostrada A34 ist eine Autobahn im Nordosten Italiens, die von der A4 bis zur Grenze zu Slowenien bei Gorizia führt. Sie ist 17 km lang und liegt vollständig in der italienischen Region Friaul-Julisch Venetien.
Bei der A34 handelt es sich nicht um eine gänzlich neue Autobahn, sondern um den ehemaligen Raccordo autostradale 17, einen Autobahnzubringer, dessen Trasse zu einer Autobahn ausgebaut wurde.
Durch die Adaptierung zur Autobahn ergibt sich eine leistungsstarke Verbindung Venedigs mit der slowenischen Hauptstadt Ljubljana ohne die bisherige Strecke über Triest und der slowenischen Autobahn A3 bei Sežana.

## Verlauf
Die A34 beginnt bei Villesse, in der Nähe der Hafenstadt Monfalcone, wo sie von der A4 abzweigt. Vorbei an der Mautstelle Villesse führt sie nach Nordosten und passiert die Städte Villesse und Gradisca d’Isonzo. Bei der Ortschaft Farra d’Isonzo überquert die Autobahn den Fluss Isonzo, an welchem im Ersten Weltkrieg die Isonzoschlachten stattfanden. Südlich der Provinzhauptstadt Gorizia befindet sich bei S. Andrea die letzte Anschlussstelle.
Nach 17 Kilometern endet die A34 an der Staatsgrenze zu Slowenien, wo die Schnellstraße H4 über Ajdovščina nach Postojna zur A1 und darüber hinaus nach Ljubljana führt.

## Geschichte

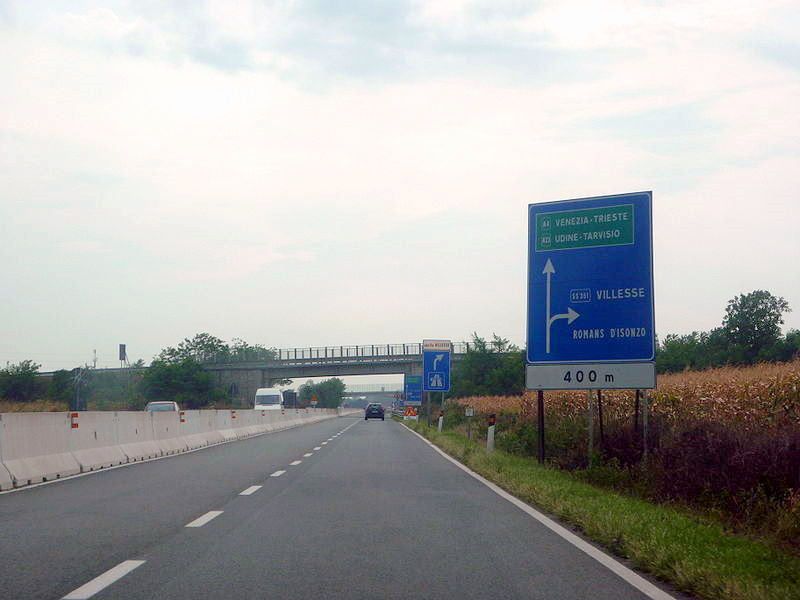
Der ehemalige RA17

Im Zuge des Baus der A4 erfolgte auch die Anbindung der Provinzhauptstadt Gorizia an das Autobahnnetz. Durch den Zusammenbruch Jugoslawiens und des Eisernen Vorhangs geriet die Gegend rund um Gorizia aus ihrer Randlage heraus und eine gute verkehrstechnische Anbindung wurde immer bedeutsamer.
Mit dem erfolgten Ausbau der Schnellstraße H4 auf slowenischer Seite ergab sich eine neue, kürzere Verbindung zwischen Venedig und Ljubljana ohne den bisherigen Weg über Triest. Da der Raccordo autostradale 17 (RA 17) jedoch nur autobahnähnlich ausgebaut war, fehlte ein leistungsstarker Anschluss an die slowenische H4. Gleichzeitig mit dem derzeit in Bau bestehenden sechsstreifigen Ausbau der A4 zwischen Venedig und Triest wurde daher auch die Adaptierung des RA 17 zu einer leistungsfähigeren Verbindung beschlossen. 2005 erfolgte die Übergabe von der ANAS an die Autovie Venete, die die zukünftige Autostrada A34 verwalten sollte.
Der Ausbau zur Autobahn A34 mit je zwei Fahrstreifen plus Pannenstreifen pro Richtung begann im Dezember 2009. Die Bauarbeiten umfassten den Neubau mehrerer Brücken und der Errichtung zweier Tunnels auch die Verbreiterung der Fahrspuren von 14 auf 25 Meter vor. Die Baukosten betragen 183 Millionen Euro.
Am 22. November 2012 wurde ein Teilabschnitt nahe der slowenischen Grenze bei Sant’Andrea einseitig für den Verkehr geöffnet. Außerdem schreiten die Bauarbeiten bei der Errichtung der neuen Mautstelle in Villese voran. Das neue Gebäude wird deutlich mehr Spuren als das bisherige enthalten.
Am 2. März 2013 wurde die neue Mautstelle bei Villesse eröffnet. Die gesamte Fertigstellung der neuen Autobahn und die Übergabe an den Verkehr erfolgte am 15. Oktober 2013. Gleichzeitig wurde der ehemalige Raccordo nun offiziell zur Autobahn aufgestuft. Insgesamt kostete der Bau der A34 147 Millionen Euro. Die gesamte Strecke betrug 16,7 km, 851 Meter davon auf Brücken, 216 in Unterführungen.